# شهرستان برع
ناحیهٔ برع (به عربی: مدیریة برع) یک ناحیه در یمن است که در استان حدیده واقع شده‌است.
ناحیهٔ برع ۴۵٬۱۱۶ نفر جمعیت دارد.